# Лаврентій Римський

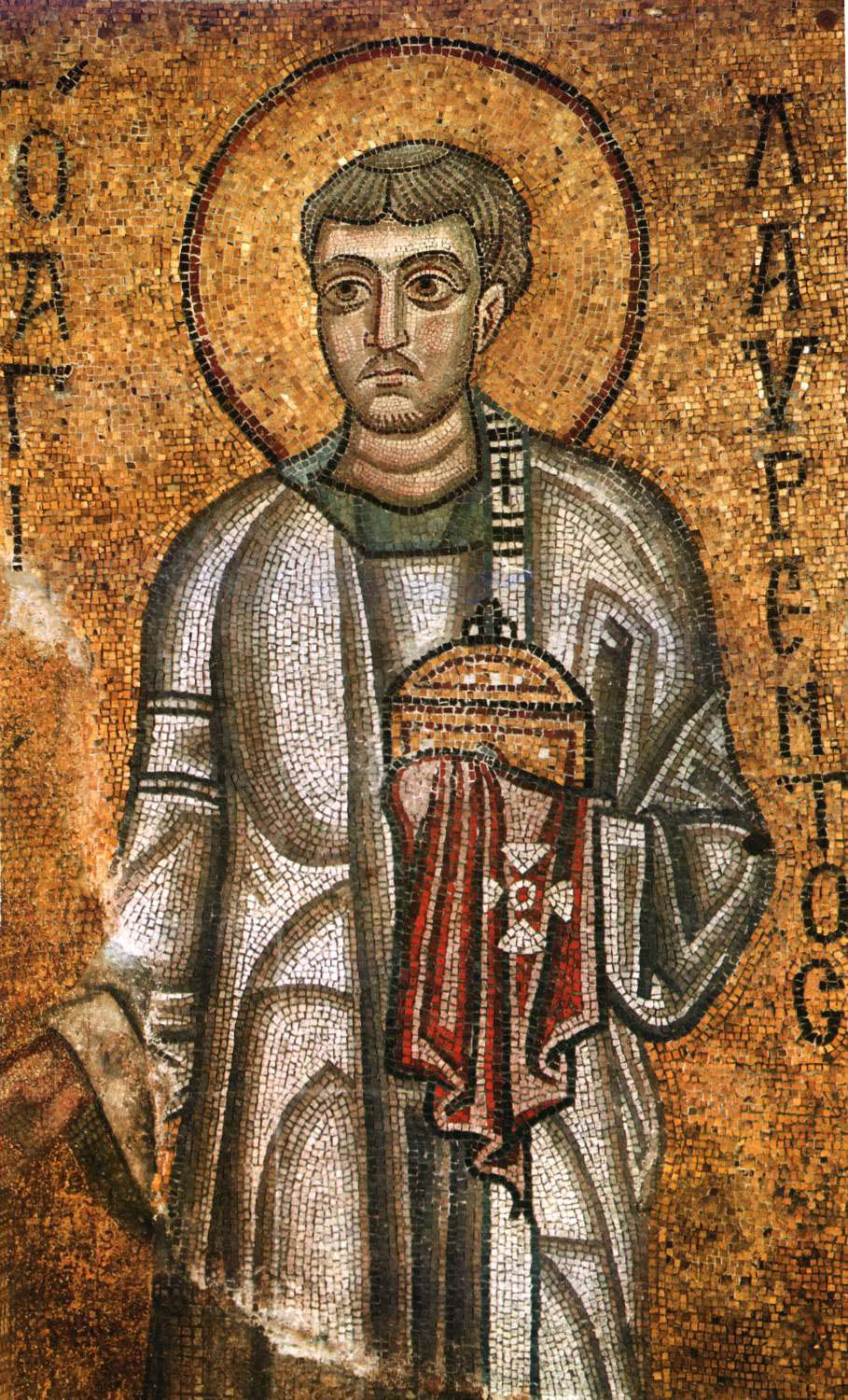
Святий Лаврентій. Мозаїка у Софійському Соборі Києва.

Святий Лаврентій (258, Рим, Італія) — римський святий, ранньо-християнський мученик, архідиякон, один із семи дияконів Римської Церкви.
257 року імператор Валеріан видав наказ повбивати всіх єпископів, священників і дияконів Христової Церкви. Після смерті Папи Стефана у 257 році загинув мученицькою смертю наступного року Папа Сікст.
Коли Папу вели на смерть, диякон Лаврентій ішов за ним і плакав, що не може віддати за святу віру життя разом з Христовим намісником. Папа сказав йому: «Я не залишаю тебе, мій сину. Ти підеш за мною через три дні». Почувши це, Лаврентій продав церковний посуд, а вторговані гроші роздав убогим. Довідавшись про це, префект Рима запропонував йому віддати церковне майно для утримання війська. Коли ж диякон відмовився це зробити, його жорстоко мучили. Під час мук Лаврентій віддав Богові душу 258 року. Над його гробом діялися численні чуда.

Реліквії святого зберігаються у Базиліці Сан-Лоренцо-ін-Лучина в Римі.

## Храми
- Костел святого Лаврентія у Жовкві
- Церква Святого Лаврентія (Ґілдголл, Лондон)

## Патрон
- Україна: Жовква
- Португалія:
  - парафії: Сан-Лоренсу-ду-Байрру

## Джерело
- 10 серпня — Святого мученика й архидиякона Лаврентія.